# Route impériale 51
De Route impériale 51 of De Valenciennes à Gand (Van Valenciennes naar Gent) was een Route impériale in Frankrijk en België. De route is opgesteld per keizerlijk decreet in 1811 en lag toen geheel binnen het Franse Keizerrijk. Na de val van Napoleon Bonaparte kwam een deel van de route buiten Frankrijk te liggen. De rest van de route werd later de Franse N48. 

## Route
De route liep vanaf Valenciennes via Oudenaarde  naar Gent. Tegenwoordig lopen over dit traject de Franse N48 (inmiddels gedegradeerd tot departementale weg D935) en de Belgische N60.